# 234 TCN
234 TCN là một năm trong lịch Roman.